# Simon Zebo
Simon Zebo (Cock, 16 marzo 1990) è un rugbista a 15 irlandese, estremo del Racing 92 in Top 14.

## Biografia
Figlio di padre francese della Martinica, ex atleta giunto in Europa nel 1976 per il servizio militare e di madre irlandese di Cork, conosciuta durante una convalescenza, Simon Zebo prima del rugby praticò l'hurling; alle scuole superiori fu tuttavia notato da alcuni osservatori di rugby tramite i quali fu ingaggiato dalle giovanili della provincia di Munster.
Con tale squadra esordì in Celtic League nella stagione 2009-10 e l'anno seguente vinse il torneo; nel 2012 debuttò in Nazionale irlandese ad Auckland contro la Nuova Zelanda e nel 2013 fu votato miglior giovane dell'anno del Munster nonché ammesso tra i candidati ai titoli assoluti di miglior giocatore del Munster e d'Irlanda.
A giugno 2013 Zebo fu convocato dal C.T. dei British Lions Warren Gatland come rimpiazzo a tour in Australia in corso per sostituire l'infortunato suo connazionale Tommy Bowe; durante il tour Zebo fu schierato in tre incontri settimanali e non prese parte ai test match contro gli Wallabies.

## Palmarès
- Pro12: 1
Munster: 2010–11
- United Rugby Championship: 1
Munster: 2022-23